# 中国电影导演协会2014年度表彰大会
中国电影导演协会2014年度表彰大会是中国电影导演协会对2014年中国电影给予的表彰，於2015年3月17日公布入围名单，共21部电影作品。4月1日晚举行提名PARTY，公布提名名单，并公布了“年度港台导演”和“杰出贡献导演”获奖者。4月12日下午，表彰大会在北京举行。

## 表彰項目
评委会表彰
- 年度导演
- 年度影片
- 年度男演员
- 年度女演员
- 年度青年导演
- 年度编剧
- 年度评委特别表彰

执委会表彰
- 年度杰出贡献导演
- 年度港台导演[4]

参评资格

## 评委会
初评委员会
徐峥（主席）、刘仪伟、丁晟、薛晓路、伍仕贤
终评委员会
陈凯歌（主席）、张建亚、孙周、尹力、张扬、王红卫、程耳、徐峥、李玉

## 入围作品
- 《警察日记》
- 《微爱之渐入佳境》
- 《前任攻略》
- 《心迷宫》
- 《东北偏北》
- 《五彩神箭》
- 《我不是王毛》
- 《同桌的妳》
- 《忘了去懂你》
- 《白日焰火》
- 《照见》
- 《绣春刀》
- 《北京爱情故事》
- 《后会无期》
- 《魁拔3战神崛起》
- 《一步之遥》
- 《分手大师》
- 《有一天》
- 《乡村里的中国》
- 《归来》
- 《推拿》

## 提名及表彰名单
按2015年4月12日现场表彰顺序先后排列
     为最终表彰获得者
| 表彰项目             | 姓名       | 电影           | 颁奖嘉宾                                         |
| -------------------- | ---------- | -------------- | ------------------------------------------------ |
| 年度编剧             | 刁亦男     | 《白日焰火》   | 梁静、钮承泽、张昭                               |
| 年度编剧             | 万玛才旦   | 《五彩神箭》   | 梁静、钮承泽、张昭                               |
| 年度编剧             | 路阳、陈舒 | 《绣春刀》     | 梁静、钮承泽、张昭                               |
| 年度编剧             | 邹静之     | 《归来》       | 梁静、钮承泽、张昭                               |
| 年度编剧             | 马英力     | 《推拿》       | 梁静、钮承泽、张昭                               |
| 年度青年导演         | 路阳       | 《绣春刀》     | 黄轩、谢飞、刘开珞                               |
| 年度青年导演         | 乔美仁波切 | 《照见》       | 黄轩、谢飞、刘开珞                               |
| 年度青年导演         | 赵小溪     | 《我不是王毛》 | 黄轩、谢飞、刘开珞                               |
| 年度青年导演         | 郭帆       | 《同桌的妳》   | 黄轩、谢飞、刘开珞                               |
| 年度青年导演         | 权聆       | 《忘了去懂你》 | 黄轩、谢飞、刘开珞                               |
| 年度青年导演         | 韩寒       | 《后会无期》   | 黄轩、谢飞、刘开珞                               |
| 年度港台导演         | 许鞍华     | 《黄金时代》   | 汤唯、刘伟强、滕文骥                             |
| 评委会处女作特别表彰 | 忻钰坤     | 《心迷宫》     | 梅婷、徐峥、黄建新                               |
| 评委会特别表彰       | 陈可辛     | 《亲爱的》     | 梅婷、徐峥、黄建新                               |
| 年度女演员           | 巩俐       | 《归来》       | 廖凡、李少红、张宝全                             |
| 年度女演员           | 桂纶镁     | 《白日焰火》   | 廖凡、李少红、张宝全                             |
| 年度女演员           | 陶虹       | 《忘了去懂你》 | 廖凡、李少红、张宝全                             |
| 年度女演员           | 梅婷       | 《推拿》       | 廖凡、李少红、张宝全                             |
| 年度女演员           | 周冬雨     | 《同桌的妳》   | 廖凡、李少红、张宝全                             |
| 年度男演员           | 廖凡       | 《白日焰火》   | 汤唯、薛晓路、张强                               |
| 年度男演员           | 王景春     | 《警察日记》   | 汤唯、薛晓路、张强                               |
| 年度男演员           | 秦昊       | 《推拿》       | 汤唯、薛晓路、张强                               |
| 年度男演员           | 黄轩       | 《推拿》       | 汤唯、薛晓路、张强                               |
| 年度男演员           | 陈道明     | 《归来》       | 汤唯、薛晓路、张强                               |
| 杰出贡献导演         | 郑洞天     | -              | 王小帅、管虎、陆川、徐浩峰、张建亚、程耳、王红卫 |
| 年度导演             | 娄烨       | 《推拿》       | 范冰冰、王长田                                   |
| 年度导演             | 刁亦男     | 《白日焰火》   | 范冰冰、王长田                                   |
| 年度导演             | 张艺谋     | 《归来》       | 范冰冰、王长田                                   |
| 年度导演             | 姜文       | 《一步之遥》   | 范冰冰、王长田                                   |
| 年度导演             | 宁瀛       | 《警察日记》   | 范冰冰、王长田                                   |
| 年度影片             | -          | 《白日焰火》   | 冯小刚、王中磊、于冬                             |
| 年度影片             | -          | 《推拿》       | 冯小刚、王中磊、于冬                             |
| 年度影片             | -          | 《归来》       | 冯小刚、王中磊、于冬                             |
| 年度影片             | -          | 《一步之遥》   | 冯小刚、王中磊、于冬                             |
| 年度影片             | -          | 《警察日记》   | 冯小刚、王中磊、于冬                             |

## 节目表演
- 歌曲《夜空中最亮的星》 张杰
- 歌曲《跟着你到天边》 周笔畅
- 歌曲《匆匆那年》梁翘柏

## 争议
本届入围名单公布后，导演何平在微博上吐糟“这是中国电影导演协会六届以来最耻辱的一年！”媒体亦质疑《警察日记》《微爱之渐入佳境》《前任攻略》《分手大师》等普遍被认为是“烂片”的电影赫然在列。而去年赢得口碑、市场双丰收的《亲爱的》和《智取威虎山》却没能上榜。“金扫帚奖”创始人程青松称“导演协会应该是很专业的，《分手大师》这样的烂片能够入围，确实很奇怪。”
导协会长李少红回应因为陈可辛和徐克都是香港人，所以《亲爱的》和《智取威虎山》不能参与评选，两部影片的主演黄渤、赵薇以及张涵予等都因此没法参选。即便是中國大陸导演，《一个勺子》《心花路放》因为没有报名，同样榜上无名。另外针对一些年轻入围者的演技问题，李少红认为每个人对演员的表演评价都不会一样，“年轻导演和演员进军大银幕会带来很多新鲜的东西，有的题材拼演技，有的则要拼青春气息，不太一样的。”